# Dario Battistella
 (décembre 2013).
Si vous disposez d'ouvrages ou d'articles de référence ou si vous connaissez des sites web de qualité traitant du thème abordé ici, merci de compléter l'article en donnant les références utiles à sa vérifiabilité et en les liant à la section « Notes et références ».
Pour les articles homonymes, voir Battistella.
Dario Battistella, né le 5 novembre 1959 à Differdange au Luxembourg, est un politologue italien, chercheur en relations internationales. Il officie à l’Institut d’études politiques de Bordeaux en tant que professeur. Il est l'auteur d'ouvrages de relations internationales de référence tels que Théories des relations internationales, qui a connu six rééditions depuis sa première parution en 2003.

## Diplômes universitaires
- 1981 : Licence d'AES Université Toulouse-I-Capitole.
- 1983 : Diplôme Sciences Po Paris.
- 1984 : DEA d'études politiques spécialité relations internationales de Sciences Po Paris.
- 1995 : Doctorat en science politique à l'Université d'Amiens. Thèse sur "Le discours de l'intérêt national. Politique étrangère et démocratie".
- 1997 : Agrégation de science politique.

## Carrière
Il est de 1997 à 2002 professeur de science politique à la faculté de droit de l'université Bordeaux-IV.
Il est également chargé d'enseignement à Sciences Po Paris depuis 1997 et à l'EHESS de 2008 à 2011.
Il a été invité à l'université Laval en 2004, à l'université du Colorado à Boulder en 2006, ainsi qu'à l'université de Sherbrooke en 2011.
Depuis 2002, il enseigne à l'IEP de Bordeaux en tant que professeur de science politique.
De 2017 à 2021, Dario Battistella officie en tant que directeur des études au sein de l'Institut d'études politiques de Bordeaux. Toujours à Sciences Po Bordeaux, il dispense des cours portant sur les théories des relations internationales.